# Salcburk
Salcburk (německy  Salzburg, dříve též Solnohrad, Salzburk, dříve česky též Salcpurk) je statutární město, hlavní město rakouské spolkové země Salcbursko a centrum okresu Salcburk-venkov. Leží na řece Salzach ve výšce kolem 425 m n. m. nedaleko hranic s Německem.
Staré město Salcburské (historické jádro města) bylo v roce 1996 zapsáno na Seznam světového dědictví UNESCO.
Salcburk je po Vídni, Štýrském Hradci a Linci čtvrtým největším městem Rakouska. Žije zde přibližně 155 tisíc obyvatel. Spádová oblast Salcburku dosahuje až přes hranice s Německem do sousedního jihovýchodního Horního Bavorska a do hornorakouských a hornoštýrských území. Město je centrem Euroregionu Salcbursko–berchtesgadenského kraje – Traunstein. Město je zváno též Mozartovým městem, neboť se zde narodil slavný skladatel Wolfgang Amadeus Mozart.

## Geografie

### Geografická poloha
Město se rozkládá na obou březích řeky Salzach v Salcburské pánvi asi 25 km severně od pohoří Tennen. Řeka Salzach protéká městem a dotváří charakter nezastavěných městských částí, čímž ze Salcburku dělá jedno z nejzelenějších velkoměst Evropy. K městským kopcům patří Kapucínská hora, Mnišská hora, Mezní hora a Festungsberg, na němž spolu s Tvrzí stojí největší zcela zachovalý středověký hrad v Evropě.
Na jihozápadě města se nachází pověstmi opředený, 1 853 m vysoký Untersberg, na jihovýchodě je rozmach města omezen 1 288 m vysokou horou Gaisberg. Nedaleko, směrem na východ, leží kraj Salzkammergut s pohořím Salzkammergutberge ve svém středu. Směrem na sever se otevírá Salcburská pánev s lužními lesy podél řeky Salzach. Spolu s pahorkatinou Flachgau navazují na území města zejména Plainberg nebo hora Kalvárie Kalvarienberg se svou poutní bazilikou Maria Plain, z níž je dobrý výhled na celý Salcburk. Na severozápadě hraničí území města přímo s Bavorskem, řeka Saalach tvoří hranici se sousedním městem Freilassing v zemském okrese Berchtesgadensko.

### Raný rozvoj města
V počátcích dnešního města zde existovalo rané sídliště. Poté bylo město spravováno Římany. Rozvíjelo se především na levém břehu Salzachu, kde řeka a hora Mönchsberg skýtaly dobrou přírodní ochranu. Pouze jižní stranu bylo nutné opevňovat. Římané dali městu jméno „Juvavum“ – Sídlo boha nebes – a povýšili je do úrovně municipia. O pár desítek let později, za vlády císaře Claudia, se město stalo důležitým mocenským centrem nové římské provincie Noricum (v pozdně románské době provincie „Ufernoricum“) a požívalo postavení municipia („Municipium Claudium Juvavum“). Salcburk se tak stal jedním z nejvýznamnějších míst na cestě do Germánie.

### Správní rozdělení a městské části
Salcburk je dnes rozdělen na 13 katastrálních území: Aigen, Bergheim, Gaisberg, Gnigl, Hallwang, Heuberg, Itzling, Leopoldskron, Maxglan, Morzg, Salcburk, Siezenheim a Wals.
Za městské části však bývalo zpravidla považováno asi 30 územních celků, jejichž hranice se leckdy protínaly:
- Abfalter
- Aigen
- Aiglhof
- Alpensiedlung
- Altstadt
- Andräviertel
- Äußerer Stein
- Burgfried
- Elisabeth-Vorstadt
- Esch-Mayrwies
- Glanhofen
- Glas
- Gneis
- Gnigl-Langwied
- Herrnau
- Itzling
- Josefiau
- Kasern
- Kendlersiedlung
- Kleingmain-Thumegg
- Lehen
- Leopoldskron-Moos
- Liefering
- Maxglan
- Morzg
- Mülln
- Neustadt
- Nonntal
- Parsch
- Riedenburg
- Sam
- Schallmoos
- Taxham

### Slučování ve 20. století
Dne 7. června 1935 schválil salcburský zemský sněm (Landstag) zákon o „rozšíření území zemského hlavního města Salcburku“, jímž došlo s účinností od 1. července 1935 téměř k úplnému spojení obcí Maxglan a Gnigl/Itzling, stejně jako částí Aigen, Morzg, Siezenheim, Leopoldskron, Bergheim a Hallwang. Za zmínku stojí zjištění, která v souvislosti s tímto sloučením učinili Heinz Dopsch a Robert Hoffmann ve své práci Dějiny města Salcburk (Die Geschichte der Stadt Salzburg): „občané, nemovitosti, ale i dluhy dvou obcí Maxglan a Gnigl/Itzling byly převzaty městem. Pro obě chudé dělnické osady to znamenalo záchranu před finančním zhroucením.“ Touto vlnou slučování se zvýšil počet obyvatel z někdejších 40 232 na 63 275. Rozloha města se zvětšila z 8,79 km² na 24,9 km².
Sekundární fáze slučování byla provedena k 1. lednu 1939 a zahrnula doposud samostatné obce Aigen bei Salzburg, Liefering, Leopoldskron a Morzg a též části Anif (Hellbrunn), Bergheim, Hallwang a Wals. Populace stoupla na 77 170 obyvatel a rozloha města se rozšířila na 65 čtverečních kilometrů.
Obě sloučení se uskutečnila v době autoritářského režimu a na rozdíl od ostatních sloučení v salcburském okrese nebyla tato odvolána, z čehož lze usoudit, že tehdejší rozhodnutí byla učiněna do jisté míry z věcných důvodů. Jako příklad budiž zmíněna obec Oberalm, která byla po roce 1945 znovu oddělena od obce Hallein. Jediná obec na území hellbrunnských rovin, která se účastnila sloučení uskutečněného roku 1939, byla obec Anif, jež v 90. letech 20. stol. uskutečnila přípravy k návratu do společenství Salcburku, které se však neuskutečnilo.
Další sloučení byla požadována ze strany městských území, která odedávna náležela k celku, a též z území často označovaných jako „Speckgürtelgemeinden“ obce – tukové opasky. Nesloučení a nepropojení infrastruktury tak vede k soustavnému zhoršování situace v územní aglomeraci: zatímco na jedné straně město trpí nedostatkem bytů, na straně druhé je zde snaha podniků přenášet výrobu do zmíněných obcí nebo ještě dále na periférii, neboť se městu nedostává potřebné výměry volných ploch k dalšímu rozšiřování. To má však zase za následek nižší příjmy z daní a nerovnoměrné finanční přerozdělování mezi městem a „tukovými opasky“. Stejně tak se doposud neuskutečnilo stále diskutované připojení obcí Anif, Elsbethen, Grödig, Hallwang a Eugendorf.

### Sousední obce
S městem Salcburk sousedí tyto obce (bráno od severu ve směru hodinových ručiček): Bergheim, Hallwang, Koppl, Elsbethen, Anif, Grödig, Wals-Siezenheim a Freilassing v Bavorsku.

### Počet obyvatel
V roce 1935 se jednorázově zvýšil počet obyvatel města sloučením s jinými obcemi z původních 40 232 na 63 275. V poválečné době zažil Salcburk opět boom, když zde byla postavena celá sídliště pro vojáky vítězné americké armády, např. sídliště Generála Keyese. Zhruba od r. 1950, kdy počet obyvatel překročil stotisícovou hranici, se může Salcburk považovat za velkoměsto. V roce 2006 mělo v Salcburku trvalé bydliště 149 997 osob a v roce 2020 bylo ve městě sečteno 156 872 obyvatel.

### Malý kout Německa a Euroregion Salcburk-Berchtesgadensko-Traunstein
Díky své zeměpisné poloze je Salcburk dopravně i hospodářsky propojen s bavorskými kraji Berchtesgadensko a Traunstein. Nejvýhodnější dopravní spojení k městům a obcím kraje Pinzgau vede přes tzv. německý kout (Salcburk – Bad Reichenhall – Lofer). Hospodářsky jsou se Salcburkem propojena zejména města Freilassing a Bad Reichenhall, která patří do Bavorska. Od r. 1993 tvoří Euroregion Salcburk-Berchtesgadensko-Traunstein jeden celek, a to aglomeraci se zhruba 700 000 obyvateli.

## Historie

### Od počátků osídlení po raný středověk
Stopy osídlení v této oblasti jsou doložitelné už od mladší doby kamenné. V době laténské se zde nacházelo správní středisko keltských Alaunů v království Noricum. Obyvatelstvo bylo vytlačeno po římské invazi v roce 15 př. n. l. na území starého města břehu Salzachu. Nové město bylo jedním z nejdůležitějších sídel v nové římské provincii Noricum a císař Claudius jej nazval Municipium Claudium Iuvavum (Iuvavum), protože roku 45 dostalo město právo municipia. Římané provincii Noricum opustili v roce 488, kdy měl být doložen klášter. Na počátku doby stěhování národů zůstala v zemi jen část římsko-keltského obyvatelstva. Bavoři dobyli zemi v 6. století.  Biskup Rupert Salcburský dostal kolem roku 696 darem od bavorského knížete Theoda II. pozůstatky římského města proto, aby zemi na východě a jihovýchodě evangelizoval. Obnovil mužský klášter sv. Petra a založil ženský klášter benediktinek na Nonnbergu. Stát Salcbursko a jeho kraje brzy v Bavorsku získávaly stále větší vliv a moc díky vzkvétající těžbě soli a rozsáhlým misijním aktivitám. Název „Salzburg“ je poprvé doložen roku 755. Roku 739 bylo založeno salcburské biskupství, v roce 774 první salcburská katedrála. Město poté patřilo k východofranské říši, jež byla později přejmenována na Svatou říši římskou. Dne 20. dubna 798 byla diecéze na žádost franského krále Karla Velikého povýšena papežem Lvem III. na arcibiskupství. Rozšířilo se tím území církevního vlivu tak, že zahrnovalo téměř celé starobavorské kmenové území, tzn. Dolní a Horní Bavory a Horní Falc, a též většinu dnešního území Rakouska. V roce 996 dobyl Salcburk císař Ota III. a udělil mu právo trhové, mincovní a mýtné. Stavba pevnosti Hohensalzburg byla započata v roce 1077 z podnětu arcibiskupa Gebharda z Helfenstein, ale dokončena byla až za vlády jeho nástupce. Jelikož se Gebhard v roce 1076 angažoval ve sporech o investituru na straně papeže a roku 1077 na straně samozvaného krále Rudolfa z Rheinfeldenu, zpronevěřil se císaři Jindřichu IV. a po ukončení sporu byl vyhnán. V letech 1120–1130 je již v listinách zmíněn městský soudce.

### Vrcholný a pozdní středověk
Po říšské klatbě, již císař Friedrich I. Barbarossa na Salcburk roku 1166 uvalil, neboť se arcibiskup Konrád II. Babenberský (Konrad II. von Babenberg) ujal vlády nad Salcburkem, aniž by mu bylo uděleno císařské léno, bylo město z moci císařova důvěrníka, hraběte z Plainu, v dubnu 1167 z velké části zničeno. Roku 1168 byl za arcibiskupa zvolen nejprve Vojtěch III. Český, syn krále Vladislava II. a císařův bratranec, ale jelikož ten nepožádal o nezbytné insignie, byl roku 1174 opět stálým řezenským říšským sněmem zbaven úřadu. Následně byl 26. června arcibiskupem zvolen dosavadní říšský probošt v Berchtesgadenu Heinrich I. (Jindřich I.), toho však nepotvrdil papež. Teprve benátským mírem z roku 1177 se museli jak Jindřich, tak i Vojtěch III. zříct úřadu a uvolnit místo bývalému mohučskému arcibiskupovi Konrádu III. z Wittelsbachu. Po Konrádově opětovném povolání do Mohuče v roce 1183 se solnohradským arcibiskupem již definitivně stal Vojtěch a vládl až do své smrti v roce 1200.
Jeho nástupci a odhodlanému přívrženci rodu Štaufů, arcibiskupu Eberhardovi II., se v letech 1200–1246 podařilo z hrabství, soudů a správních úřadů vybudovat jednotné arcibiskupské panství. Roku 1275 uznal jeho hranice bavorský kníže, a došlo k poslední fázi odtržení Salcburku od Bavor. Nejstarší známá městská listina pochází z roku 1287. Roku 1328 vydal salcburský arcibiskup Zemské zřízení upravující správu arcibiskupství v rámci Svaté říše římské. V letech 1348/49 vypukla velká morová epidemie, jíž padla za oběť téměř třetina obyvatel.
Roku 1481 poskytl císař Bedřich III. městu Salcburk privilegium svobodné volby městské rady a starostů. V roce 1492 byl založen salcburský pivovar Stiegl, jenž je dodnes nejstarším a nejúspěšnějším ze soukromých pivovarů v Rakousku a patří k tradičním podnikům salcburského hospodářství. V roce 1511 arcibiskup Leonhard von Keutschach mocensky ukončil dlouholeté rozpory s radnicí tím, že dal zajmout starostu a městskou radu a vynutil si vydání městských práv.

### Raný novověk
Od poloviny 15. století pracovalo v dürnberských dolech mnoho dělníků z jiných části německé říše, například Míšeňci ze Saska, kteří po roce 1520 vyznávali luteránskou víru. Během německé selské války došlo v letech 1525–1526 k tříměsíčnímu povstání rolníků a horníků v Salcburku, přičemž rolníci obléhali pevnost Hohensalzburg. Nová víra se rozšířila mezi místní, často nespokojené zemské obyvatelstvo; také salcburští obchodníci dovezli do arcidiecéze ze svých obchodních cest Lutherovy ideje.

### Salcburk vdobě barokní

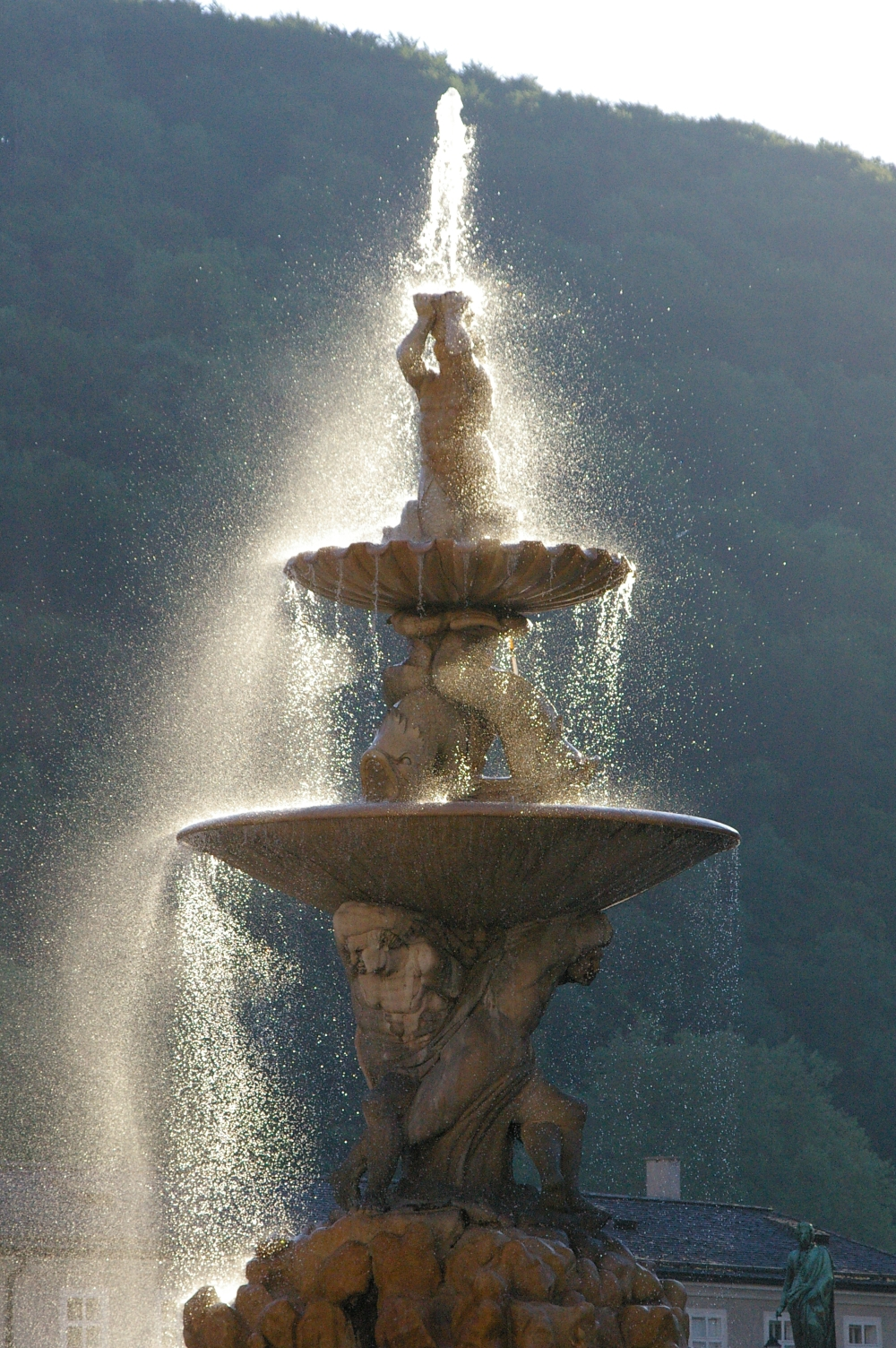
Barokní fontána na hlavním náměstí

Na počátku 17. století započala intenzivní přestavba města z vůle arcibiskupa Wolfa Dietricha z Raitenova, což postupně dalo novou podobu nejen katedrále a arcibiskupským rezidencím, ale i městským palácům a domům, takže se Salcburk stal střediskem barokního slohu při jeho šíření na sever od Alp. Jako stavební mistr pro salcburskou katedrálu, která roku 1598 již poosmé vyhořela, byl nejprve povolán Vincenzo Scamozzi a po sesazení Wolfa Dietricha pak italský mistr Santino Solari, jenž v krátké době do roku 1628 postavil kompletní malý dóm s výjimkou věží.
Rozepře s Bavory ohledně soli a mýtného vedly r. 1611 k tzv. solné válce mezi Salcburskem a Bavorskem. Wolf Dietrich obsadil v říjnu říšské proboštství Berchtesgaden. Nato obsadilo bavorské vojsko o síle 24 000 mužů Salcburk a zajistilo arcibiskupovo sesazení a následnou volbu Marka Sittika z Hohenemsu. Markovu nástupci a současně též poslednímu ze tří barokních arcibiskupů Salcburku hraběti Paridovi z Lodronu se díky udržení chladné politiky vůči Bavorsku, stejně jako díky neutrální politice podařilo dosáhnout neutrality Salcburku za třicetileté války.
Jako předstupeň salcburské univerzity bylo roku 1617 zřízeno gymnázium, dřívější snahy ztroskotaly zejména kvůli nedostatku prostoru. V roce 1622 dal salcburský arcibiskup v rámci své protireformační politiky rozšířit katolické gymnázium o Salcburskou univerzitu (Universität Salzburg) s fakultami teologickou a filozofickou.
Postupně až do začátku 18. století se podařilo po skupinách vyhostit opozici 22 000 protestantů, až arcibiskup Leopold Anton von Firmian vydal roku 1731 emigrační patent pro všechny protestanty. To bylo v souladu s platným říšským právem, které vycházelo z principu „cuius regio, eius religio“ (koho vláda, toho víra). Účinná propaganda emigrantů s protikatolickými letáky však v Evropě vyvolala rozruch. Nemajetní poddaní emigrovali v naději na zlepšení ekonomické situace do východního Pruska, kde dostali darem od pruského krále půdu a stali se tak rolníky. Pro arcibiskupství mělo toto velké vysídlení katastrofální hospodářské následky, které však arcibiskupa Firmiana neodradily od toho, aby v letech 1736 až 1738 nepostavil rokokový zámek Leopoldskron. Tento zámek pak patřil od r. 1918 divadelnímu režiséru Maxu Reinhardtovi, ale od roku 1938 až do konce války byl vyvlastněn. Po navrácení zámku rodině Reinhardtových ho majitelé prodali Salcburskému semináři, který jej užívá dodnes.
Skladatel Wolfgang Amadeus Mozart se narodil roku 1756 v Salcburku a v letech 1769 až 1781 působil ve službách arcibiskupa.
V letech 1772–1803, za úřadování arcibiskupa Jeronyma Františka Josefa z Colloredo-Mannsfeldu, byl Salcburk centrem pozdního osvícenství. Školství bylo reformováno podle rakouského vzoru a do Salcburku bylo povoláno množství vědců a umělců.

### Salcburk po sekularizaci

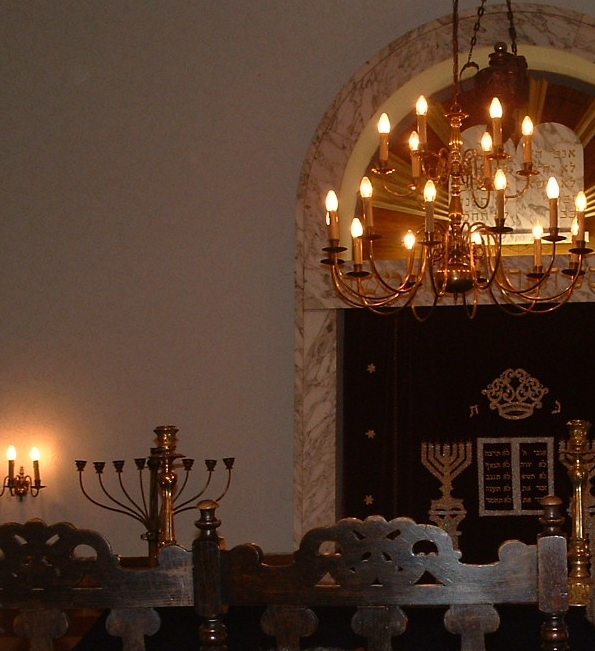
Obnovená salcburská synagoga

S Říšským deputačním výnosem (Reichsdeputationshauptschluss) pozbyla platnosti světská moc arcibiskupa salcburského. V roce 1803 byl Salcburk jako sekularizované kurfiřtství sjednocen s Freisingem a Pasovem pod vládu bývalého toskánského velkovévody Ferdinanda III. s hodností kurfiřtství; roku 1805 bylo území sjednoceno spolu s městem Berchtesgaden v rámci rakouského císařství. V letech 1810–1816 bylo opět připojeno k Bavorsku a po Vídeňském kongresu připadl Salcburk bez Berchtesgadenu a západního Flachgau (Rupertiwinkel) opět Rakousku jako součást Horních Rakous.
Roku 1850 se stal Salcburk, který byl až doposud spravován z Lince, samostatnou rakouskou korunní zemí v hodnosti vévodství a obdržel císařské místodržitelství.
V roce 1860 byly strženy městské hradby, takže se město mohlo dále rozšiřovat.
Roku 1886 byla uvedena do provozu první část salcburské tramvajové dráhy (Salzburger Straßenbahn).
V roce 1919 se poprvé konaly volby podle všeobecného volebního práva. V roce 1920 vznikl hudební Salcburský festival.
Dne 29. května 1921 bylo vypsáno referendum ohledně tzv. Anschlussu (anexe, připojení) Německého Rakouska k republikánské (Výmarské) Německé říši.
Roku 1922 bylo poprvé uvedeno v salcburském kolejním kostele „Veliké salcburské Theatrum mundi“ od Huga z Hofmannsthalu, v režii Maxe Reinhardta. Okolnosti, za kterých bylo toto představení provedeno, přimělo Karla Krause, aby vystoupil z katolické církve.

### Národní socialismus a druhá světová válka
- Pod vládou nacismu došlo 30. dubna 1938 na náměstí Residenzplatz k pálení knih a zatýkání Židů a politických protivníků. Dne 9. listopadu, v rámci tzv. Křišťálové noci, došlo ke zničení salcburské synagogy.
- Roku 1942 byl ve městě St. Johann im Pongau zřízen tábor pro válečné zajatce wehrmachtu.
- V roce 1943 dal oblastní vůdce Gustav Adolf Scheel v horách vystavět bunkr protivzdušné obrany.
- V letech 1944/45: Celkem 15 bombových útoků amerického letectva zničilo nebo poškodilo 46 procent městské zástavby se 7 600 byty; 14 563 osob zůstalo bez přístřeší, více než 550 lidí přišlo o život. Zasažena byla především železniční stanice a její okolí, ale rovněž i vnitřní části města včetně dómu a Mozartova domu. Vzdušné útoky postihly i Grödig, Hallein, Bischofshofen a Schwarzach im Pongau.

### Po druhé světové válce
Dne 4. května 1945 do města vpochodovaly americké vojenské jednotky a Salcburk byl místním velitelem Wehrmachtu Hansem Lepperdingerem vydán bez boje. Američané ustavili Richarda Hildmanna starostou a Adolfa Schemela zemským hejtmanem. Byly založeny politické strany SPÖ, ÖVP a KPÖ. Uprchlické vlny lidí bez státní příslušnosti (Displaced Persons – DP), občané německé národnosti a Židé dorazili do města Salcburku a okolí. V prosinci 1946 se na území města nacházelo asi 13 200 uprchlíků převážně z východní a střední Evropy. K jejich umístění byl zřízen DP-Lager (3 trvalé a 5 přechodných táborů – nejznámějším z nich byl Lager Parsch).
Někdejší nacionální socialisté byli internováni v táboře Glasenbach v blízkosti města.
Dne 11. srpna 1945 se konalo první poválečné představení v rámci hudebního Salcburského festivalu.
Dne 26. září se stal Salcburk místem konání zemské konference. Jako první spolková země se vyslovil pro znovunastolení Rakouské republiky a uznání Vídně jako správního sídla Renner. Území Salcburku společně s částí Horního Rakouska a Štýrska tvořily americkou okupační zónu v Rakousku. Salcburk se stal sídlem amerického vrchního velení. V prvních týdnech zkonfiskovala okupační mocnost četné budovy a vykonávala totální kontrolu, ale brzy došlo ke spolupráci se zemskými a městskými úřady. Až na jednotlivé výjimky se obyvatelstvo shodlo s okupační mocností. Poskytnutí veliké hospodářské pomoci (Marshallův plán) a osobní výdaje příslušníků okupačních jednotek způsobily rychlé ekonomické zotavení a přinesly Salcburku přívlastek „Zlatý Západ“.
- 1. července 1949 byl po devíti letech výstavby zprovozněn nový městský most.
- 31. října 1953 byl zprovozněn poslední díl tramvajové dráhy a trolejbusu.
- 15. července 1957 byl otevřen šestnáctipatrový Hotel Europa, dodnes nejvyšší stavba města; odmítaná puristy a ceněná modernisty.
- 1. května 1959 se konala první bohoslužba v obnoveném dómu.
- 5. července 1962 obnovila Salcburská univerzita po 152 letech katolicko-teologickou a filosofickou fakultu s rozšířením o fakultu společenských věd, později o fakultu kulturní a fakultu sociologie, politologie a národního hospodářství.
- 29. července 1963 byl znovu otevřen přestavěný Malý festivalový dům (Kleines Festspielhaus).
- 9. července 1973 byla část starého a nového města (např. Linecká ulička) proměněna v pěší zónu.
- 3. října 1986 byla otevřena fakulta přírodních věd na jihu města.
- 1994 postoupil fotbalový klub Austria Salzburg poprvé do finále poháru UEFA, a to proti Interu Milán.
- 11. září 1997 bylo Staré město prohlášeno za Světové kulturní dědictví UNESCO.
- 23. června 2001 byl slavnostně otevřen nový Kulturní dům.
- V říjnu 2003 byla otevřena Paracelsova lékařská univerzita jako první soukromá lékařská univerzita v Rakousku.
- V roce 2003 byl otevřen fotbalový stadion Wals-Siezenheim, v roce 2008 se na něm konalo fotbalové mistrovství Evropy.

## Znak města

Znak Salcburku

V městském znaku je v červeném poli umístěna stříbrná městská hradba, v jejíž střední části se nachází městská brána s otevřenými křídly vrat a vytaženou padací mříží pod malou věžičkou s dvěma okny, přičemž do pozadí ustupující postranní části valu mají každá po jedné střílně. V pozadí za hradbou se tyčí tři několikapodlažní věže s pozlacenými vrcholky střechy, z nichž nejvyšší, osmiboká střední věž ukazuje pozorovateli stěny, z nichž každá má pod lomenicovým zakončením štítové okno, pod kterým se nachází jednoduché okno a ve spodním poschodí po dvou oknech. Na obou postranních kruhových věžích jsou v horních patrech vidět dvě okna a v dolním patře pak po okně jednom. Zdivo je stříbrné.
Vedle městského znaku má město také vlajku v městských barvách bílo-červené.

## Pamětihodnosti
Staré město bylo 5. prosince 1996 zařazeno na seznam Světového kulturního dědictví UNESCO. Rodný dům Wolfganga Amadea Mozarta se dochoval v Obilné ulici.

### Církevní architektura

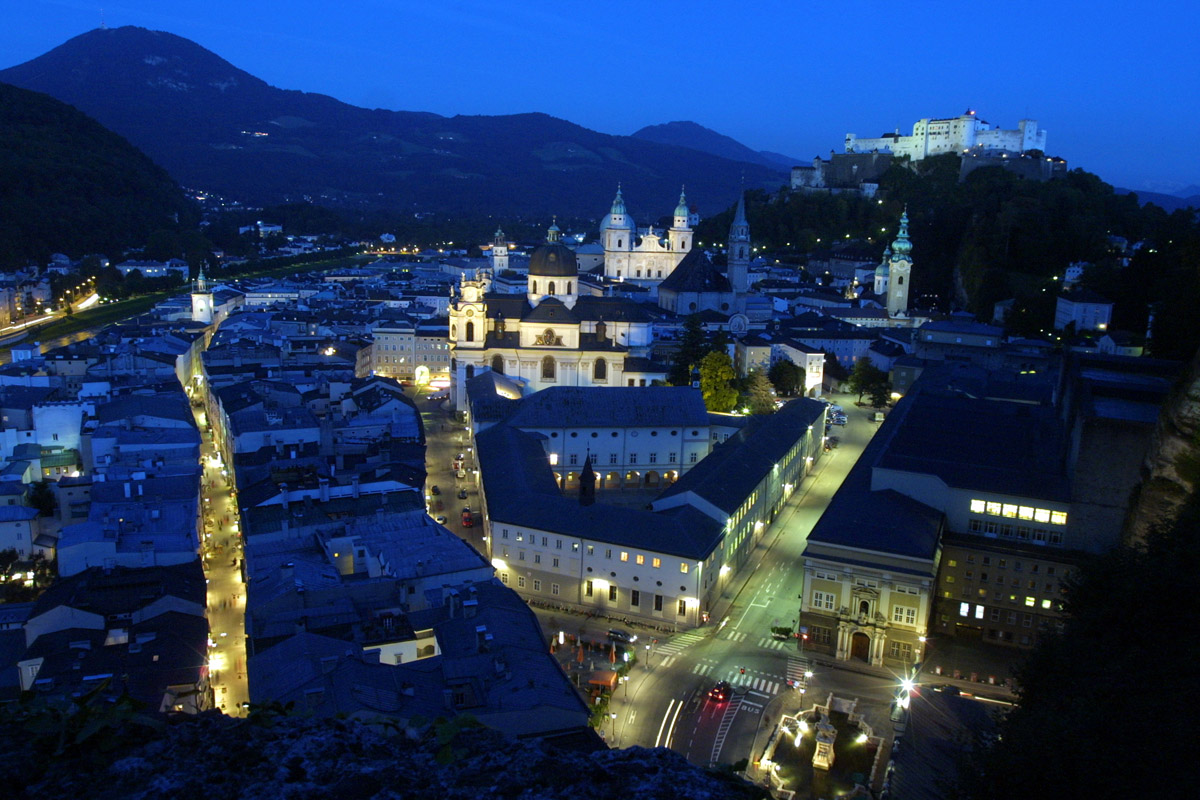
Pohled z vrchu Mönchsberg na staré město a pevnost Hohensalzburg

- Klášter svatého Petra (Stift Sankt Peter) – založený biskupem Rupertem jako opatství benediktinů, roku 1147 byla vysvěcena klášterní bazilika přestavěná v barokní době.
- Katedrála sv. Ruperta a Virgila – na základech karolinské stavby z roku 774 založena trojlodní románská bazilika, přestavěná kolem roku 1611 a po druhé světové válce.
- Františkánský kostel (Franziskanerkirche) – založen v polovině 8. století, k hlavní lodi v románském slohu byl přistavěn gotický kůr a věnec barokních kaplí.
- Kostel Nejsvětější Trojice (Dreifaltigkeitskirche) – centrální radikálně barokní stavba se dvěma věžemi v průčelí a kupolí v křížení, dokončena r. 1704.

### Hrady a zámky
- Pevnost Hohensalzburg – její stavba byla zahájena v časech boje o investituru roku 1077, do dnešních dnů je velmi dobře zachována, neboť byla jen jednou, a to neúspěšně, obléhána.
- zámek Mirabell
- Salcburská residence – arcibiskupský palác, přistavěný k dómu roku 1120, poté přestavěný.
- zámek Aigen
- zámek Arenberg
- zámek Doktorschlössl
- zámek Freisaal – nejstarší arcibiskupský zámek, nyní sídlo přírodovědecké fakulty.
- zámek Hellbrunn – manýristická stavba s parkem, fontánami a zoologickou zahradou.
- zámek Leopoldskron – barokní stavba z 18. století.

#### Vokolí
- zámek Anif
- zámek Klessheim
- zámek Glanegg

### Moderní architektura

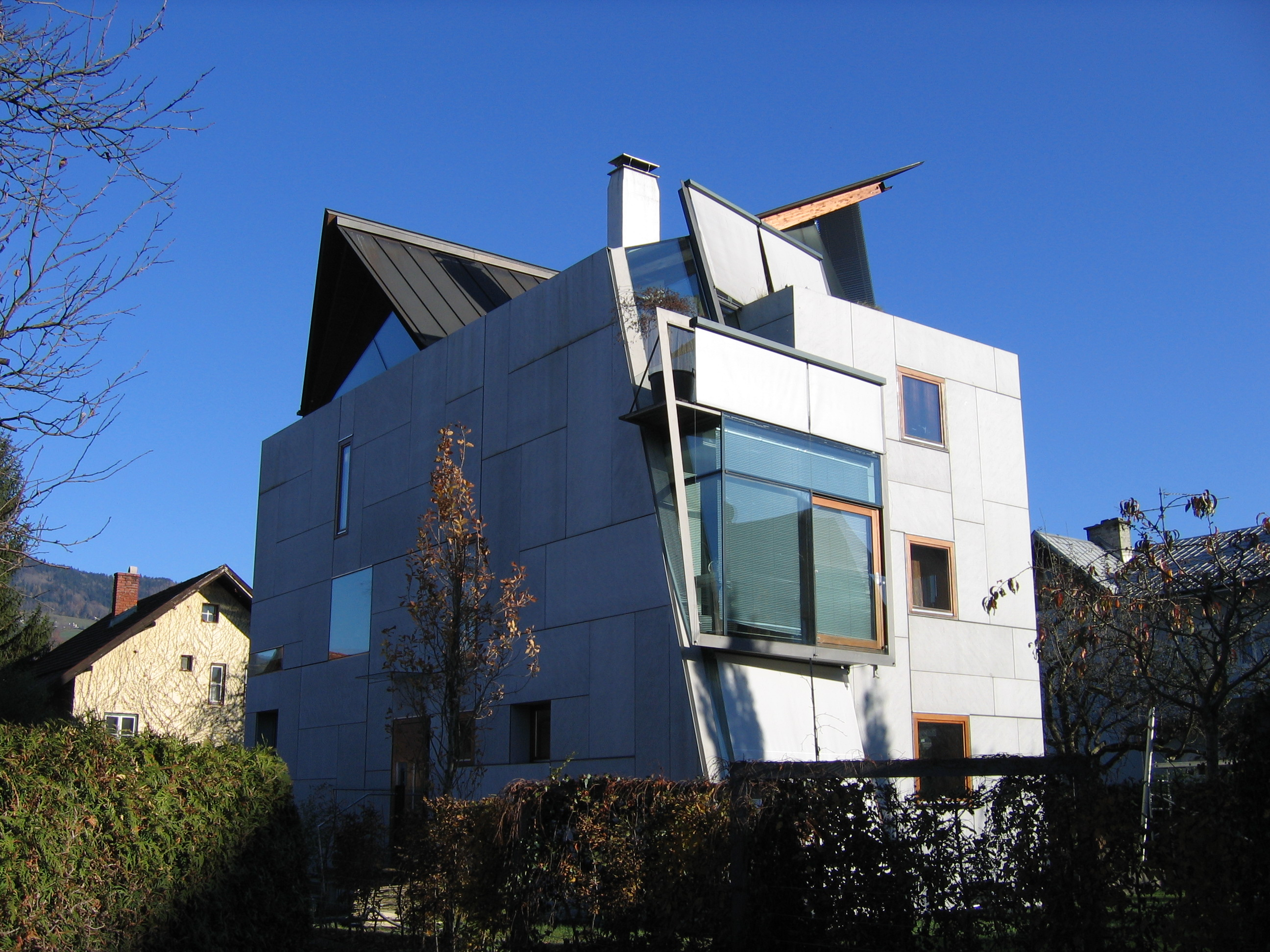
Moderní přestavba v Josefiau

- Hangár 7 na salcburském letišti slouží Dietrichu Mateschitzovi a jeho Létajícím býkům (Red Bull), veřejně přístupný.
- Europark v Taxhamu, v letech 2004–2005 rozšířen o divadelní sál a kinosál.
- Fakulta přírodních věd Salcburské univerzity vyniká vysokou halou a zimní zahradou v univerzitním kampusu.
- tepelné elektrárny Salzburg Střed a Salzburg Sever.

## Muzea
- Muzeum moderny na Mönchsberku

### Parky

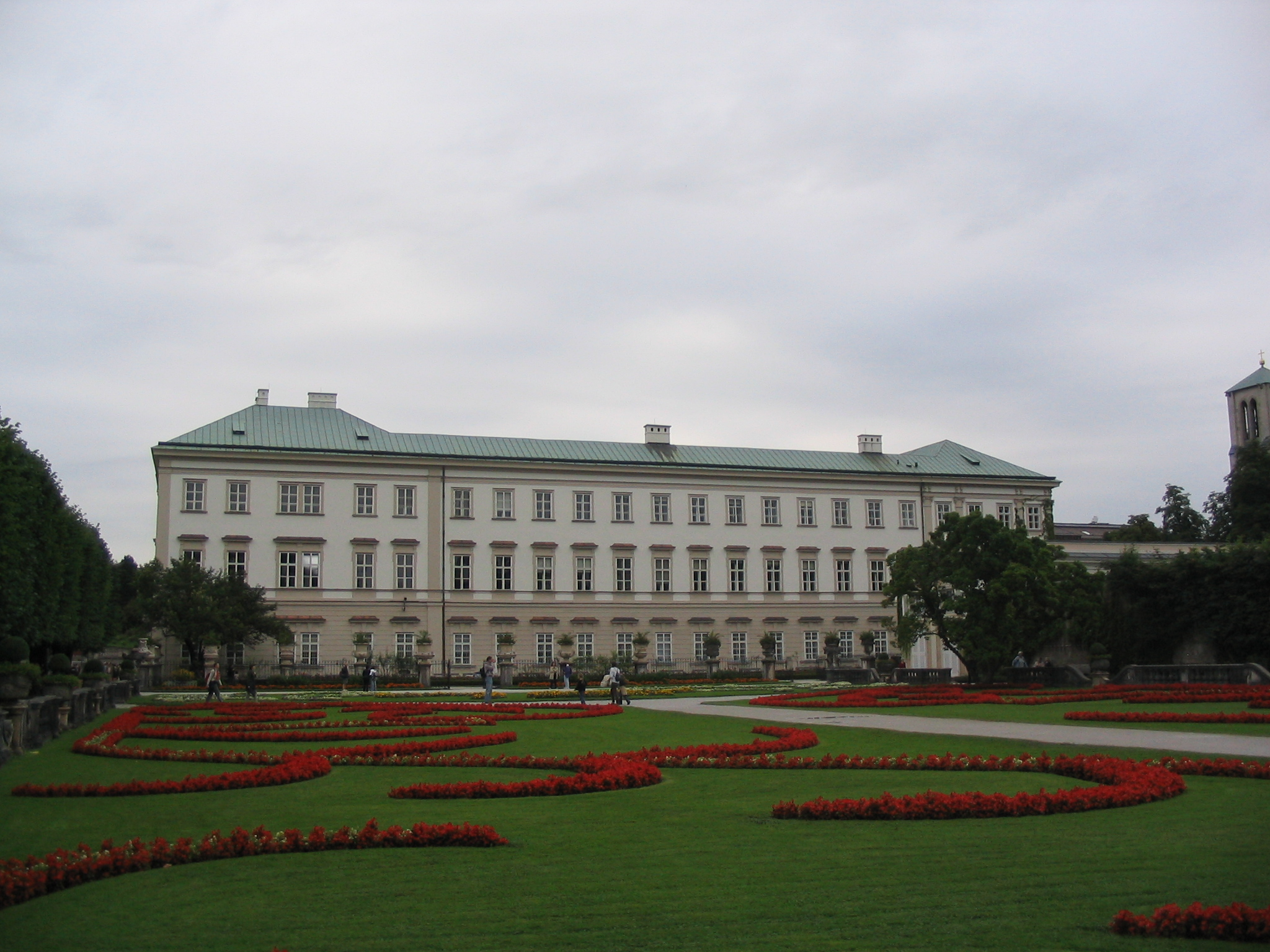
Zámek Mirabell

- Mirabellgarten / Zwergerlgarten
- zámecký park Hellbrunn
- Aigner Park
- Lehener Park
- Volksgarten (Lidová zahrada)
- Preuschenpark
- Donnenbergpark

### Hřbitovy

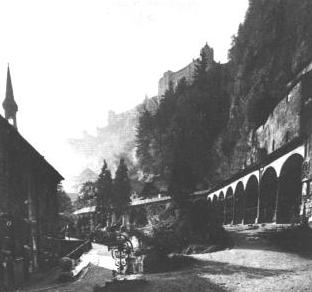
Petersfriedhof

Salcburský komunální hřbitov je s 25 hektary největším hřbitovem ve městě i státě Salcburk. Další městské hřbitovy jsou v Aigenu, Gniglu, Maxglanu a Morzgu. Kromě toho je zde historicky pozoruhodný Petrský hřbitov (Petersfriedhof) a Šebestiánský hřbitov (Sebastiansfriedhof).

## Kultura

### Divadla
- Salzburger Landestheater – Zemské divadlo
- Kleines a Großes Festspielhaus
- Elisabethbühne / Schauspielhaus Salzburg
- Salzburger Straßentheater
- Toihaus
- Salzburger Marionettentheater – Loutkové divadlo
- Das Oval (Bühne im Europark)

### Muzea
- Rupertinum (Muzeum moderního umění)
- Dům přírody
- Zoologická zahrada
- Stille Nacht Museum (Muzeum „Tichá noc“)
- Salzburger Freilichtmuseum
- Dommuseum Salzburg
- Muzeum moderny (na Mönchsbergu)
- Salzburger Museum Carolino Augusteum (SMCA) s příslušnými muzei:
  - K Muzeu Carolinum Augusteum patří Panorama-Museum (výstavní prostory známých Sattler-Panoramat), Muzeum lidového umění, Muzeum pevnosti Salzburg, Domgrabungsmuseum (Muzeum sklepení dómu) a Spielzeugmuseum (Salcburské muzeum hraček).

### Hudba
Každoroční velkou kulturní událostí v Salcburku je Salcburský festival (Salcburské festivalové hry), v rámci kterého se konají koncerty, operní a jiná divadelní představení a písňové večery. Tento festival byl poprvé uspořádán v roce 1920 a je mu přičítán celosvětový význam.
- Salcburský festival (německy Salzburger Festspiele) se koná každý rok v létě
- Mozarteum Orchester Salzburg
- Camerata Salzburg
- Salzburger Festungskonzerte
- Österreichisches Ensemble für neue Musik
- Akkorde – On – Stage Salzburg
- ARGE-Kultur Salzburg
- Rockhouse
- Jazzit
- MARK.freizeit.kultur

### Kino a film
Roku 1921 byla salcburským pivovarem Stiegl v Maxglanu dána k dispozici zemědělská budova právě založenému „Salcburskému uměleckému filmu“. Tam si mladý kolektiv filmové produkce založil laboratoř a filmový ateliér. V tu dobu byl právě vyroben dokumentární film „Die Festspiele 1921“. První hraný film „Die Tragödie des Carlo Pinetti“ (Tragédie Carla Pinettiho) měl premiéru 29. ledna 1924 ve Vídni. Žádný druhý film už nikdy nenásledoval, neboť byl nad podnikem se sídlem v hotelu „Österreichischer Hof“ již v roce 1925 – uprostřed nejtěžší krize rakouského filmu – vyhlášen konkurs.
Mozartkino v centru města bylo zřízeno roku 1905 v hotelu Kasererbräu a od té doby se několikrát stěhovalo. Nakonec bylo kino roku 1987 rozšířeno, přičemž byla odkryta studna z doby římské impéria, která je dnes vystavena v Salcburském muzeu Karla Augusta (Salzburger Museum Carolino Augusteum). Zbytky římského opevnění jsou vidět v „Římském sále (Römersaal)“ kina. Předchůdce kina Elmo vznikl v roce 1947 ve cvičebně lidové školy v Plainu, jen pár stovek metrů vzdáleného od místa dnešního Lehenského mostu. Roku 1949 postavili Alfred a Else Morawetzovi novou budovu s jedním sálem s 1 000 křesly. V roce 1972 přibyl druhý sál a o čtyři roky později ještě další dva sály – od 80. let 20. století je jich již pět. Největší z nich má kapacitu á 435 křesel. Program kina zahrnuje rodinné filmy a životopisné medailony.
Das Kino (salcburské kulturní filmové centrum) na Äußeren Steinu má své těžiště v kultovních filmech a retrospektivách. Každý podzim je pořádá Bergfilm-Festival.
- Bývalé Centrální kino v Linecké uličce
- Cineplexx Airport na Airportcenter ve Wals-Siezenheimu bylo otevřeno roku 1999
- Cineplexx City na hlavním nádraží bylo zprovozněno v roce 2001

## Volný čas a zábava

### Přírodní památky
- Zelený pruh Freisaal
- Kapuzinerberg (Kapucínská hora)
- Mönchsberg (Mnišská hora)

### Pravidelné akce a slavnosti
- Osterfestspiele – Velikonoční festival, od roku 1967 jako doplněk k festivalu
- Mezinárodní festival SZENE Salzburg
- Rupertikirtag (Rupertské posvícení – církevní festival salcburského Dómu k poctě Ruperta)
- Salzburger Dult (jarmark)
- Salzburger Jazz-Herbst (Salcburský jazzový podzim)
- Aspekte Salzburg, mezinárodní festival soudobé hudby

### Kulinářské speciality
- Mozartovy koule
- Salcburské noky

### Sport
Nejstarší sportovní klub v celé spolkové zemi Salcbursko je Salzburger AK 1914 z městské části Nonntal. Arbeiter-Sportklub (ASK) Salzburg existuje od roku 1922 v části Maxglan a ve válečných letech 1938 a 1945 byl jako dělnický spolek rozpuštěn. Nejslavnějším fotbalovým klubem je Red Bull Salzburg, známější pod původním jménem SV Austria Salzburg. Byl založen roku 1933 a je nejúspěšnějším klubem spolkové země, v roce 1994 hrál finále Poháru UEFA.
Roku 1977 jako Salzburger EC založený hokejový klub EC Red Bulls Salzburg hraje od roku 2004 opět úspěšně v první lize, ženské družstvo Ravens Salzburg zvítězilo v sezóně 2005/06 Rakouské hokejové ligy a získalo mistrovský titul. V americkém fotbale vybojovali Salcburští Lvi v roce 1984 v historicky prvním mistrovství Rakouska zlatou medaili. Dnes působí tento tým jako Salzburg Bulls ve druholigové Division I.
Sportovních akcí se v tomto městě festivalů koná jen málo. Salcburský maraton se poprvé běžel v roce 2005 a vede i historickou částí města. V roce 2006 se ve městě konalo Mistrovství světa v silniční cyklistice. Během Mistrovství Evropy ve fotbale 2008 se na Wals Siezenheim Stadium hrály tři zápasy základní skupiny D.
Salcburk neúspěšně kandidoval na pořádání zimních olympijských her 2010 a 2014.

### Noční život
Noční život města Salcburk se z velké části odehrává ve staré části města, zvláště okolo náměstí Antona Neumayra a na Rudolfskai, kde se mohou návštěvníci pobavit např. v pivnicích či v irských pubech nebo v jiných zařízeních. Na hlavním nádraží vyrostl v posledních letech[kdy?] Urban Entertainment Center, City Center (Salzburg), rovněž tak v letištním centru, tam se právě teď nachází diskotéky, kina a bary.

## Infrastruktura

### Doprava

#### Dálková doprava
Salcburk disponuje letištěm W. A. Mozarta, které je druhým nejdůležitějším letištěm v Rakousku – to je využíváno především sezónně, kdy na zimu přilétají do Alp turisté.
Přes Salcburk vede západní koridor rakouských železnic (Westbahn), což z města činí důležitý národní i mezinárodní železniční uzel, a hlavní nádraží – Hauptbahnhof Salzburg – je jedním z nejvíce frekventovaných v zemi. Odtud se cestující dostanou na hlavní tahy, na jedné straně do spolkového hlavního města Vídně, na straně druhé po Taurské dráze (Tauernbahn) směrem na jih (do Villachu, do Slovinska a Itálie), stejně jako do Štýrského Hradce, Innsbrucku či Mnichova.
Dálniční uzel Salcburk je tvořen křížením západní dálnice A1 Vídeň–Salcburk, spolkové dálnice A8 Mnichov–Salcburk a Taurské dálnice A10 Salcburk–Villach. Ty společně vytvářejí půlkruh na západní straně města. Dálniční sjezdy k městskému území jsou tyto: Salzburg Nord, Salzburg Messegelände, Salzburg Mitte, Salzburg Klessheim, Salzburg Siezenheim, Salzburg Flughafen, Salzburg West a Salzburg Süd. Jednu část dálnice A1 je možno považovat za městskou, a to se všemi nežádoucími účinky jakými jsou např. časté dopravní zácpy a velká pravděpodobnost neustále se měnících nových objížděk.

#### Místní veřejná doprava

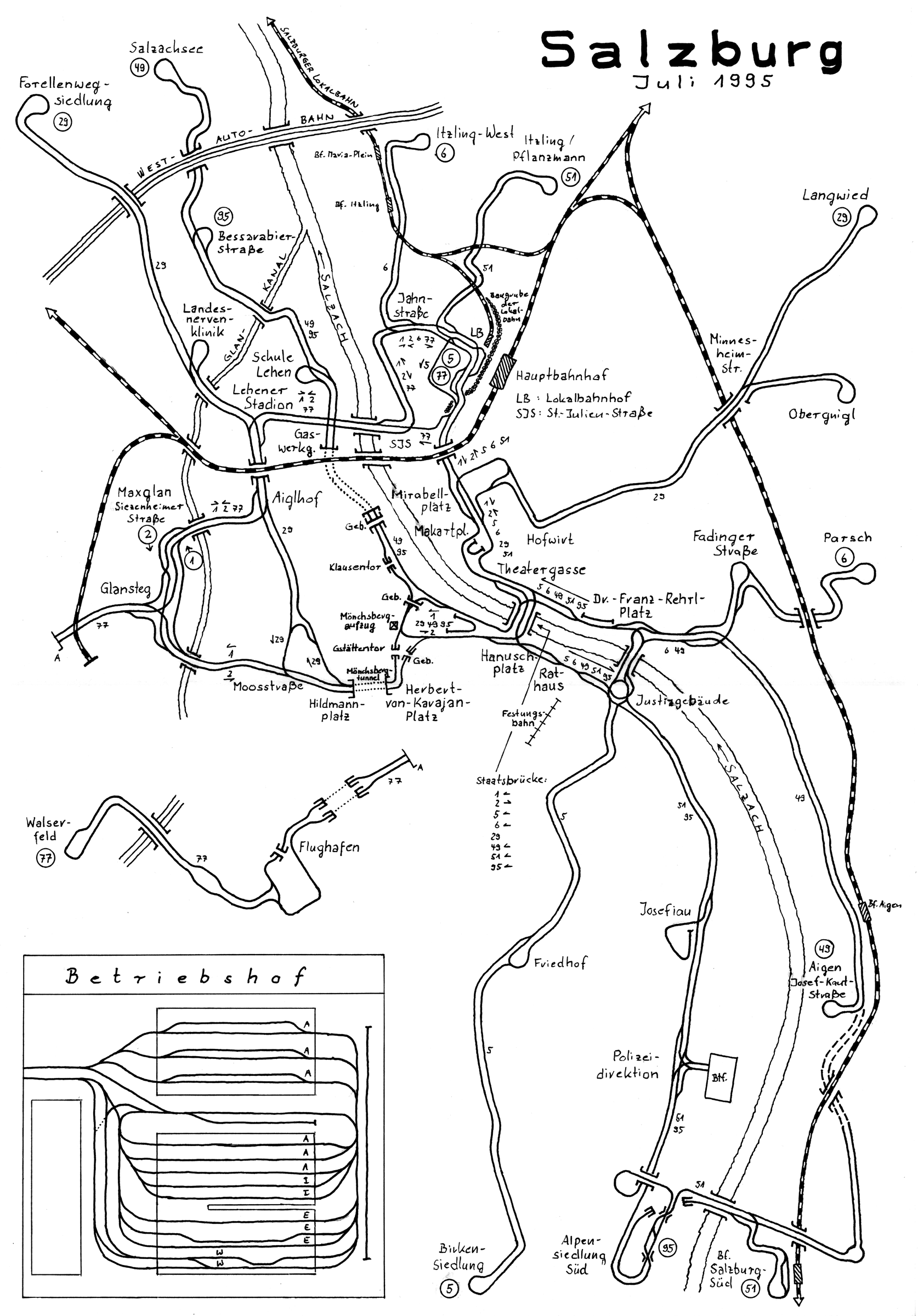
Mapa trolejbusové sítě z roku 1995

Železniční tratě, které začínají v Salcburku, jsou obsluhovány také regionální dopravou a nabízejí cestujícím možnost dojet až do centra města. Kromě toho existuje také jedna regionální dráha, která plní funkci příměstské dopravy, jako např. úsek Freilassing–Berchtesgaden, Freilassing–Mühldorf a Steindorf–Braunau.
Nejdůležitějším druhem městské hromadné dopravy v centrální části města je rychlodráha S-Bahn, která se v současnosti rozšiřuje i na severozápadě města ve směru na Freilassing.
Na území města Salcburku zaujímá nejdůležitější místo v městské hromadné dopravě od roku 1940 trolejbusová síť, která je jednou z nejrozsáhlejších v Rakousku a která nahradila na začátku druhé světové války tramvaje. Na některá místa (jako je např. Kapucínská hora, která nemůže být touto trakcí obsloužena) a vzdálenější trasy, jako např. do Freilassingu, jezdí autobusy dopravce Albus Salzburg. Trolejbusová síť je uspořádána převážně hvězdicovitě, a proto chybějí některá propojení.
Všechny jmenované způsoby dopravy jsou sjednocené do jednotného vzájemně se doplňujícího tarifního systému Salzburger Verkehrsverbund.
Pro návštěvníky města Salcburku s osobními auty jsou k dispozici zařízení P+R při okrajích města (na sjezdech „Salzburg Süd“ a „Messegelände“). Odtud lze snadno dojet do centra města prostředky veřejné dopravy. Naproti tomu při vjezdu automobilem do vnitřního města je třeba počítat s dlouho trvajícími dopravními zácpami a problémy při hledání volného parkovacího místa.

#### Nemotorová doprava
Důležitou a pozitivní roli v dopravě Salcburku hraje jízdní kolo, přičemž podíl jízdních kol na celkovém objemu dopravy je větší než 20%. Od roku 1991 má magistrát města svou vlastní koordinaci cyklistického provozu. Obzvláště důležité bylo vybudování podjezdů u automobilových mostů a u Makartovy lávky, kterou též hojně využívají pěší chodci. Lávky byly také přizpůsobeny pro bicykly a umožňují cyklistům přejít řeku Salzach (s výjimkou Mozartovy lávky). Podél břehu Salzachu souběžně s cestami pro pěší vznikly i vlastní cesty pro cyklisty, které jsou rovněž hojně využívány.
Výhodnou možností přemísťování na dobře vybudované sítě cyklotras na území města je využití možnosti zapůjčení kola Citybike. Po registraci přes internet nebo přímo na terminálu při některém ze stanovišť je možné zapůjčit si kolo za pomoci platebních karet Maestro-Karte. Použití do jedné hodiny je zdarma. K co nejlepšímu skloubení MHD a cyklodopravy byly v roce 1999 na hlavním nádraží a později i na nádraží Itzling zřízeny první zabezpečené cyklogaráže. Další se plánuje na Hanuschově náměstí.
Zejména v okruhu vnitřního města se chodec v Salcburku dostane z místa na místo rychle a pohodlně i pěšky, velká část Starého města je pěší zónou.

#### Mosty

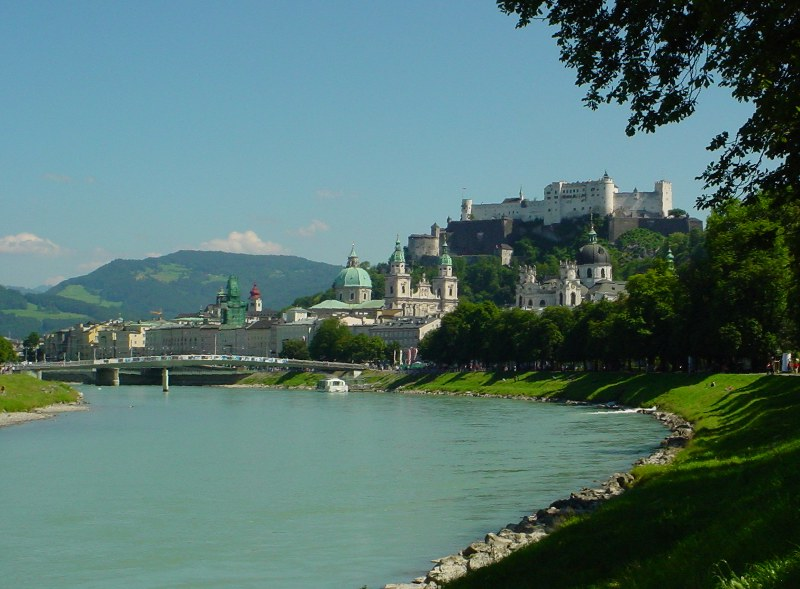
Hrad Salcburk nad řekou Salzach

Po dlouhou dobu byl prostý most na místě dnešního Staatsbrücke jediným spojením mezi Starým a Novým městem. Dnes je k dispozici mostů mnohem více (jmenováno po proudu řeky): Hellbrunner Brücke, Überführsteg z roku 1980, jenž propojuje čtvrti Josefiau a Aigen, Nonntaler Brücke (dříve Karolinenbrücke), který patří spolu se Staatsbrücke a Lehener Brücke k nejvytíženějším. Následuje Mozartsteg s dřevěným pokrytím.
Staatsbrücke je nejstarším mostem ve městě. Nejprve nesl jméno Hauptbrücke a až do roku 1877 byl dřevěný. Po roce 1877, kdy byla přidána železná konstrukce, dostal své dnešní jméno. Se současnou podobou byl ale po devítiletých pracích znovuotevřen až roku 1949. Dnes spojuje Staré město s ulicí Linzergasse a čtvrtí Platzl. Architektonicky pozoruhodný Makartsteg (pojmenování nese po Hansi Makartovi) dovede pěší z náměstí Hanuschplatz na Makartplatz k Mozartovu bydlišti. Makartsteg byl vystavěn již roku 1905 (tehdy však pod názvem Museumssteg), roku 1967 byl zrekonstruován a získal svůj současný pokřivený tvar, v letech 2000/2001 doplněný o nový pilíř.
Spojení mezi městskou částí Mülln a pravým břehem, na linii k Mirabellplatz, se nachází Müllnersteg, dříve pěší most Františka Karla (Franz-Carl-Gehbrücke). Nacházel se na půl cesty k železničnímu mostu (Eisenbahnbrücke), od roku 2005 rozšířenému o tramvajovou kolej Salzburger S-Bahn celkem na tři dráhy pro zvýšení kapacity. Most Lehener Brücke, jenž od svého otevření roku 1902 do rekonstrukce roku 1966/67 nesl jméno most Arcivévody Ludvíka Viktora (Erzherzog-Ludwig-Viktor-Brücke), je na severu města nejdůležitějším mostem, a proto byl rozšířen na dnešní čtyři jízdní dráhy. Směrem dolů po proudu řeky stojí v roce 1977 otevřený most lávka Pionýrů (Pioniersteg), přes který se chodci dostanou z Lehenského parku ve směru Jahnstraße a podél nádraží, stejně tak Traklova lávka (Traklsteg pojmenovaná podle Georga Trakla), přes kterou chodci dojdou z Glan-Spitz na Itzling-Západ. Velmi daleko na severu města se nachází ještě Dálniční most (Autobahnbrücke) Západní dálnice, která v této oblasti přivádí jako městský okruh též značnou část vnitroměstské dopravy. Starý dálniční most byl stržen při velké povodni v srpnu 1959. Kromě toho poskytuje Dálniční most též pěší přechod.
Další pěší most na nejzazším severním konci města (na Saalachspitzu) je plánován z jedné strany přes Saalach do sousedního Freilassing a na druhou stranu přes Salzach v části obce Bergheim – ten však ještě nedospěl do své konečné podoby.

### Pokrytí elektrickou energií
Za dodávku elektrické energie městu je zodpovědná Salzburg AG, regionální firma, jež vznikla v roce 2000 díky fúzi společností SAFE a Salzburger Stadtwerke.

### Vodstvo
Město Salcburk získává pitnou vodu prostřednictvím společnosti Salzburg AG především z pozemních studní a ze zdrojů pramenité vody na jihu města poblíž Untersbergu. Ročně je do města přivedeno cca 12 miliard litrů vody. Na Mnišské hoře (Mönchsberg) a Kapucínské hoře (Kapuzinerberg) se nacházejí vodojemy.
Likvidaci odpadních vod zajišťuje od roku 1987 velkokapacitní čistička Siggerwiesen, která slouží 600 000 obyvatel a vedle aglomerace Salcburk také obci Ainring v Bavorsku.

### Vzdělání a výzkum

#### Univerzity a vysoké školy
V Salcburku sídlí pět univerzit, vysokých a vyšších odborných škol. Nejstarší z nich je Univerzita Salzburg (Universität Salzburg, historický název Paris-Lodron-Universität Salzburg), která byla zřízena roku 1622, ale mezi lety 1810 až 1962 neexistovala. Na univerzitě byly zřízeny čtyři fakulty: katolické teologie, právních věd, kulturních a společenských věd a také přírodních věd.
Mozarteum bylo založeno roku 1841 jako hudební škola a od r. 1970 je univerzitou. Na něm je nabízeno především studium zpěvu a hudebních věd, ale také pedagogicky zaměřené studium, stejně jako možnosti výuky z oboru herectví: divadlo, jevištní technika a režie.
Fachhochschule Salzburg (Vyšší odborná škola) existuje teprve od roku 1995 a nabízí technické, ekonomické, výtvarně-umělecké studium a také studium z oblasti zdravotnictví a sociálních věd.
Salzburg Management Business School (Salcburská škola obchodního managementu) byla založena v roce 2001 a má pět společníků, mezi něž patří i Universität Salzburg. Zde je poskytováno výhradně magisterské studium pro studenty ekonomie.
S otevřením soukromé Paracelsus Medizinische Privatuniversität (Paracelsovy lékařské univerzity) v roce 2003 byla doplněna chybějící fakulta lékařství. Třetina peněz na její provoz směřuje i přesto ze státní pokladny. Přednáší se zde látka z oboru lidské či molekulární medicíny. PMU spolupracuje při praktických výkladech též s nemocnicemi v Bavorsku, zejména v Rosenheimu.

#### Akademie
- Spolková pedagogická akademie Salzburg
- Internationale Sommerakademie für Bildende Kunst in Salzburg (Mezinárodní letní akademie výtvarného umění)
- Religionspädagogische Akademie der Erzdiözese Salzburg (Církevní pedagogická akademie arcidiecéze Salzburg)
- Nährstoffakademie Salzburg (Potravinářská akademie)
- Werbedesign Akademie Salzburg (Akademie propagačního designu)
- Akademie pro výzkum díla W. A. Mozarta
- Akademie porodního lékařství
- Akademie ergoterapeutických služeb
- Akademie med. techn. laboratorních služeb
- Akademie ortopedických služeb
- Akademie radio-technických služeb
- Akademie fyzioterapeutických služeb
- Salzburg Experimental Dance Academy

#### Instituty
- Pedagogický spolkový institut (Pädagogisches Institut des Bundes)
- Religionspädagogisches Institut der Erzdiözese Salzburg (Církevní pedagogický institut Arcidiecéze Salzburg)
- Institut für interdisziplinäre Tourismusforschung
- Afroasijský institut Salzburg
- Salzburg Research
- Salzburg Seminar
- EHI (European Heart Institute)
- ERI – Institut der Regionen Europas

## Hospodářství
Vedle svého nesporného významu coby města turistiky, kultury, univerzity a sportu dosahuje Salcburk díky veletržnímu středisku stále většího významu i jako veletržní město.
Město Salcburk a hraničící obec Flachgau se též jeví jako atraktivní místa pro mnohé velké i malé podniky a jsou hospodářským motorem celé spolkové země. Soustavně se zvyšující hospodářský růst spolkové země Salcbursko staví tento region na druhé místo v celostátním pořadí hned za Vídeň, přičemž hospodářská síla celé spolkové země se soustřeďuje především v nejlépe rozvinutém centrálním prostoru okolo samotného zemského hlavního města a (ve Flachgau a Tennengau situovaných) takzvaných „tukových opascích“ kolem města Salcburk. Městské závody (60 %) a ty ve Flachgau (30 %) dosáhly např. v roce 2005 dohromady 90 % celkového obratu spolkové země. O zbylá procenta se zasluhují horské župy (Tennengau 3 %, Pongau 3 %, Pinzgau 3 %, Lungau 1 %).

### 12 nej podniků
Podniky s největším obratem a s trvalým sídlem v Salcburku roku 2005 byly (v eurech):
1. Porsche Holding GmbH (7,9 mld.)
2. SPAR Österreichische Warenhandels-AG (3,94 mld.)
3. Porsche Austria GmbH & Co (1,492 mld.)
4. Porsche Inter Auto GmbH & CoKG (1,17 mld.)
5. Interspar GmbH (1,13 mld.)
6. Salzburg AG für Energie, Verkehr und Telekommunikation (0,597 mld.)
7. Wüstenrot Versicherungs-AG (0,505 mld.)
8. BMW Austria GmbH (0,486 mld.)
9. Georg Pappas Automobil AG (0,416 mld.)
10. Ford Motor Company (Austria) GmbH(0,363 mld.)
11. Porsche Konstruktionen GmbH & Co KG (0,32  mld.)
12. Conoco Phillips Austria GmbH (0,283 mld.)

### Nejvýznamnější banky
1. Raiffeisenverband Salzburg
2. Bausparkasse Wüstenrot AG
3. Salzburger Sparkasse Bank AG
4. Salzburger Landes-Hypothekenbank
5. Volksbank Salzburg
6. Bankhaus Carl Spängler & Co

Při sčítání pracovních míst prováděném organizací Statistik Austria s určujícím dnem 15. květen 2001 bylo napočítáno 10 210 pracovišť (z nich 105 s více než 100 a 53 s více než 200 zaměstnanci) o celkovém počtu 100 055 pracovníků. To je o 12 % více zaměstnanců a o 24,8 % více zaměstnavatelů než v roce 1991.
Největším zaměstnavatelem v soukromém sektoru (počítáno na spolkovou zemi a vztaženo čistě k firmám s trvalým sídlem v Salcburku) je SPAR Österreichische Warenhandels-AG se 16 000 pracovníky. Na druhém místě následují Porsche Holding GmbH se 14 670 zaměstnanci. Interspar GmbH zaměstnává 6 000 lidí. K dalším významným zaměstnavatelům patří Porsche Inter Auto GmbH & CoKG (3 780), Salzburg AG (2 070), Raiffeisenverband Salzburg (1 618) a Quehenberger Logistik AG & CoKG s 1 615 pracovníky. (Stav: rok 2005)

### Média
Krajské studio ORF Salcburk se nachází ve čtvrti Nonntal a je střediskem výroby pro Radio Salzburg a salcburských příspěvků pro ORF. Soukromá televizní stanice Salzburg TV nabízí silně regionální program a vysílá od r. 1995 nejprve v kabelové síti SAFE (dnes Salzburg AG) a mezitím též prostřednictvím pozemního signálu.
- Salzburger Nachrichten
- Salzburger Fenster
- Salzburger Volkszeitung
- Stadtblatt Salzburg
- ECHO Salzburgs erste Nachrichtenillustrierte
- Kronenzeitung
- Welle 1
- Antenne Salzburg
- Radio Arabella Salzburg
- Radiofabrik

## Veřejné instituce
- Spolkové policejní ředitelství Salcburk
- Zemské studio ORF
- Finanční úřad pro Salcburk-město, Hallein a Salcburk-Venkov

## Duchovní instituce
- Arcidiecéze salcburská

## Partnerská města
- Atlanta, Spojené státy americké (1967)
- Bern, Švýcarsko (2006)
- Busseto, Itálie (1988)
- Drážďany, Německo (1991)
- Kawasaki, Japonsko (1992)
- León, Nikaragua (1984)
- Merano, Itálie (2000)
- Remeš, Francie (1964)
- São João da Madeira, Portugalsko (2007)
- Šanghaj, Čína (2004)
- Verona, Itálie (1973)
- Vilnius, Litva (1989)

## Osobnosti

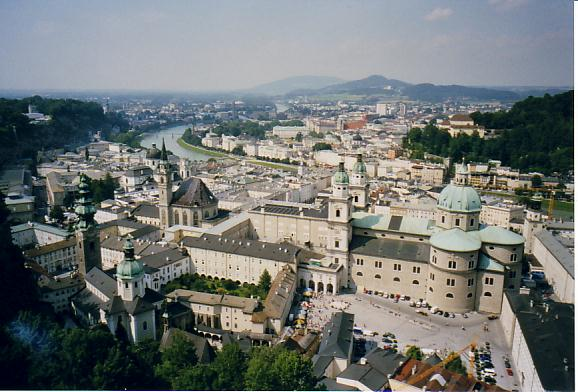
Salcburk

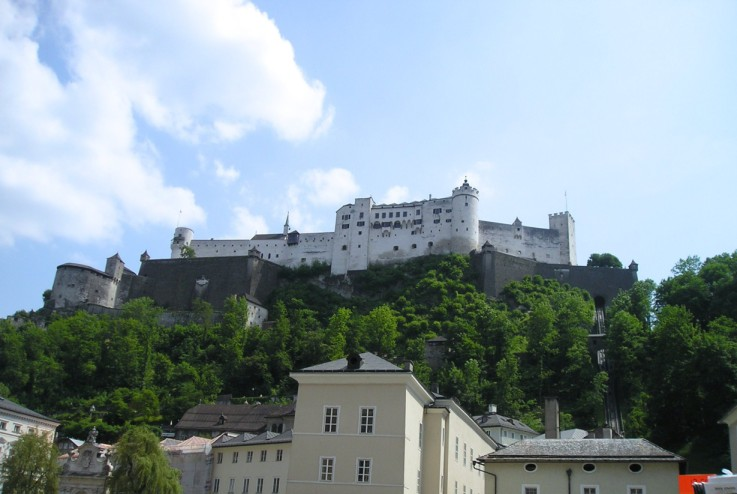
Salcburská pevnost

- Wolfgang Amadeus Mozart (1756–1791), hudební skladatel
- Christian Doppler (1803–1853), východorakouský matematik a fyzik
- Ota I. Řecký (1815–1867), řecký král
- Hans Makart (1840–1884), malíř a dekoratér
- Leopold Ferdinand Salvátor (1868–1935), rakouský arcivévoda
- Georg Trakl (1887–1914), básník
- Anton von Arco auf Valley (1897–1945), anarchista, zahynul zde
- Herbert von Karajan (1908–1989), dirigent
- Lída Baarová (1914–2000), česká herečka
- Wilhelm Holzbauer (* 1930), architekt
- Georg Zundel (1931–2007), německý fyzikální chemik
- Benita Ferrero-Waldner (* 1948), eurokomisařka, politička
- Roland Ratzenberger (1960–1994), pilot Formule 1
- Angelika Kirchschlager (* 1965), operní pěvkyně
- Karl-Markus Gauß (* 1954), novinář, spisovatel, literární kritik
- Kathrin Röggla (* 1971), rakouská spisovatelka